# Le Soupçon (film, 1917)
Pour les articles homonymes, voir Le Soupçon.
Pour plus de détails, voir Fiche technique et Distribution.
Le Soupçon (titre original : Environment) est un film américain réalisé par James Kirkwood Sr., sorti en 1917.

## Synopsis
Elizabeth "Liz" Simpkins est la fille de John Simpkins, l'ivrogne du village. Malgré les défis de sa vie familiale, Liz parvient à obtenir son diplôme avec mention du lycée même si elle doit confectionner sa propre robe de graduation et assister seule à la cérémonie. Elle tente alors de subvenir aux besoins de son père et d'elle-même en faisant la lessive. Le maire, Henry Pennfield, s'intéresse à Liz et développe une attirance pour elle, qu'elle rend en retour.
Pendant ce temps, Mildred Holcombe, une riche fille de la société, est tombée amoureuse d'Arnold Brice, qui prétend être un artiste itinérant mais est en réalité un escroc. Lorsque son frère désapprobateur Arthur est sur le point d'attraper Mildred dans un rendez-vous clandestin avec Brice, Liz se dépêche d'avertir l'autre fille. Mildred parvient à fuir mais Brice piège Liz dans ses quartiers, et quand Arthur Holcombe arrive, il interprète mal la situation et accuse Liz d'avoir une liaison avec Brice.
Liz ne veut pas divulguer le secret de Mildred et les autorités se réunissent pour décider quoi faire d'elle. Pendant ce temps, le père de Liz est devenu de plus en plus malade à cause de l'alcool et il décède, laissant Liz orpheline. On décide alors de placer Liz dans une institution en raison de son comportement supposé inapproprié. Liz supplie en vain Mildred de dire la vérité. De son côté, Pennfield révèle la vérité à Arthur Holcombe, voit que Brice quitte la ville, démissionne de son poste et annonce qu'il épousera Liz Simpkins.

## Fiche technique
- Titre : Le Soupçon
- Titre original : Environment
- Réalisation : James Kirkwood Sr.
- Scénario : James Kirkwood Sr.
- Photographie :
- Montage :
- Producteur :
- Société de production : American Film Company
- Société de distribution : Mutual Film
- Pays d'origine :  États-Unis
- Langue : film muet avec les intertitres en anglais
- Format : Noir et blanc — 35 mm — 1,33:1 — Muet
- Genre : Film dramatique
- Métrage : 1500 mètres
- Durée : 50 minutes
- Dates de sortie :
  -  États-Unis : 16 avril 1917

## Distribution
- Mary Miles Minter : Liz Simpkins
- George Fisher : Henry Pennfield
- Harvey Clark : John Simppkins
- George Periolat : David Holcombe
- Emma Kluge : Mrs. Holcombe
- Margaret Shelby : Mildred Holcombe
- Arthur Howard : Arthur Holcombe
- Gayne Whitman : Arnold Brice
- Lucille Ward : Mrs. Bloom
- John Vosper : Reuben